# إرنست وارنر
إرنست وارنر (بالإنجليزية: Ernest Warner)‏ هو محامي وسياسي أمريكي، ولد في 23 يوليو 1868، وتوفي في 8 يوليو 1930 بسبب حادث مرور. ، نشط حزبياً في الحزب الجمهوري. وقد انتخب عضو جمعية ولاية ويسكونسن.